# エキノケレウス属
エキノケレウス属（Echinocereus）は、主に北アメリカに分布するサボテンである。日本では蝦サボテン類と総称される。

## 特徴

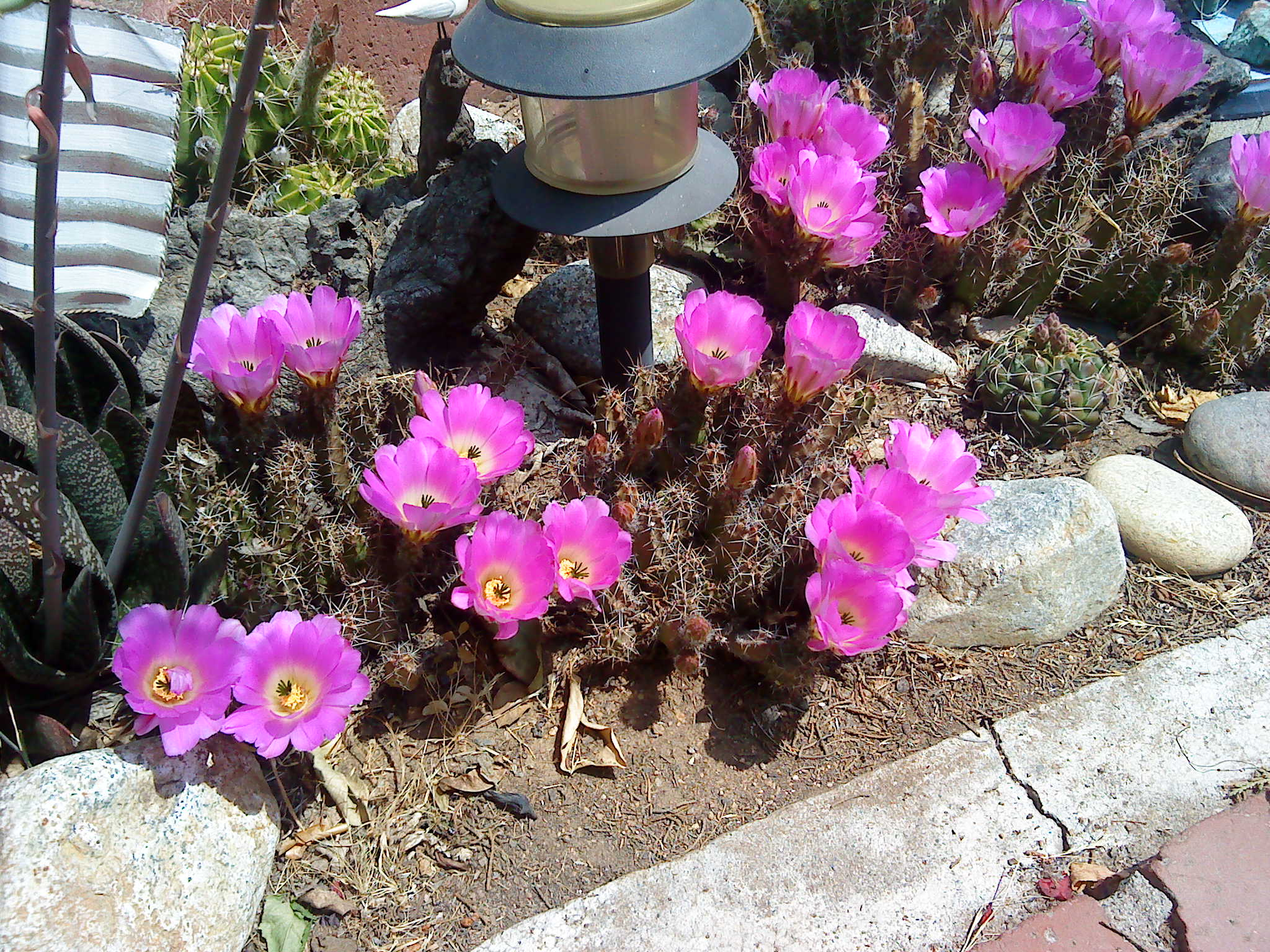
美花角

形態は球形もしくは小型筒状。刺は強いものから殆どないものまで様々。しばしば根元から分頭し、小山状群落を形成する。花は色彩豊かで開花期間も比較的長いものが多く、いくつかの種は観賞用に栽培される。メキシコ及びアメリカ合衆国南部に100種ほどが分布する。強健で寒さにも強く、開花には冬至過ぎにおいての一定期間の低温および日照を要する。

## 属名の由来
学名はギリシャ語でヤマアラシを意味するἐχῖνος（エキノス）とラテン語でロウソクを意味するcereus（ケーレウス）から造語されたラテン語で、全体として「刺だらけのロウソク」と言った意味を帯びる。英語読みに引っ張られてエキノセレウスと呼ばれることもある。